# Combattants de la libération
 (octobre 2024).
Si vous disposez d'ouvrages ou d'articles de référence ou si vous connaissez des sites web de qualité traitant du thème abordé ici, merci de compléter l'article en donnant les références utiles à sa vérifiabilité et en les liant à la section « Notes et références ».
Les combattants de la libération (CDL), connu aussi sous le nom de Maquis Rouge, était un groupe de guérilla créé par le Parti communiste algérien (PCA) après le déclenchement de la guerre d'Algérie.
Le Front de libération nationale (FLN) n'a pas apprécié la venue d'un potentiel rival, et sa méfiance était d'autant plus forte que le souvenir de la participation du Parti communiste algérien dans la répression du soulèvement de Sétif en 1945 était présent. Le FLN autorisa des membres du Parti communiste dans ses rangs avec une liberté d'action forte, mais n'aurait pas approuvé l'existence d'une force de guérilla rivale.
En avril 1956, Henri Maillot, un membre du PCA, déserte l'Armée française en prenant avec lui des stocks d'armes et de munitions qu'il apporte aux CDL. Moins de deux mois plus tard, un informateur les dénonce et donne leur localisation à l'Armée. Le groupe est alors pris en embuscade par cette dernière : Laban est fusillé, et Maillot est torturé pendant deux heures avant d'être relâché. Il part en criant « Vive le Parti communiste algérien ! » : il se fait tirer dessus et en meurt presque aussitôt.

## Histoire

### Un réseau clandestin du Parti communiste algérien pendant la guerre d’indépendance (1955-1957)
Entre janvier 1956 et janvier 1957 circulent clandestinement sur le sol algérien neuf numéros d’un journal destiné aux soldats français, La Voix des soldats. Composé de deux à quatre pages, ce journal ne porte pas de signature, mais les autorités françaises émettent rapidement l’hypothèse – très vite confirmée – qu’il est rédigé, confectionné et diffusé par un réseau du Parti communiste algérien (PCA), interdit depuis septembre 1955. Composé d’au moins une cinquantaine de membres très majoritairement issus de familles européennes ou juives d’Algérie, ce réseau, constitué à partir de mai 1955, sort ses premiers tracts en octobre 1955 et reste actif jusqu’à son démantèlement par l’armée française en mars 1957.
Dans des publications communistes des années 1970 et 1980, ce journal se voit accorder une importance qui semble sans commune mesure avec son rôle dans le cours de la guerre d’indépendance. En 2007, l’ancien responsable du réseau soulignait a contrario la modestie de cette entreprise clandestine, en affirmant n’avoir jamais eu le moindre écho de la réception du journal parmi les soldats français. D’autres anciens militants partageaient avec lui le sentiment d’avoir mené une action qui, si elle avait eu un coût très lourd sur leur existence, pouvait être qualifiée de symbolique. On peut toutefois considérer que l’activité de ce réseau fut un moment important de la guerre, non pas tant en elle-même que par ses conséquences répressives. Se voulant explicitement le pendant anticolonialiste de l’organe de l’armée française Le Bled, La Voix des soldats fut pris très au sérieux par les autorités militaires, qui menèrent à son encontre une vaste opération qui aboutit, de proche en proche, à l’arrestation de militants d’autres secteurs du PCA clandestin, mais aussi de militants liés aux milieux du christianisme social et au Front de libération nationale (FLN). Survenu au cœur de la « grande répression d’Alger », ce démantèlement fut en outre marqué par un usage systématique de la torture, qui provoqua la mort de deux communistes, Omar Djeghri et Maurice Audin.
À partir d’archives des autorités civiles et militaires et de sources mémorielles et privées, on s’intéressera d’abord à la constitution et au fonctionnement de ce réseau, qui se révèle à plusieurs titres original. On verra ensuite que l’histoire de ce groupe permet d’interroger les relations et les divergences entre communistes d’Algérie et de France autour d’une question cruciale : le « travail » à mener en direction des soldats du contingent. Enfin, on reviendra sur le démantèlement brutal du réseau et sur l’attitude de ses membres face à la répression.

### Le contenu deLa Voix des soldats
Durant les guerres de décolonisation, la direction du PCF s’oppose à l’insoumission et à la désertion et n’encourage pas les refus d’obéissance, mais invite ses militants à « se comporter en communistes » à l’intérieur de l’armée. Des directives leur sont données à ce propos durant la guerre d’Indochine : il s’agit de mener un « travail de masse » au sein de l’armée, c’est-à-dire non seulement de se montrer attentif à l’état d’esprit et aux revendications matérielles des autres soldats, mais aussi, à l’exemple du marin Henri Martin dont l’action est exaltée par le PCF, d’y diffuser une propagande reprenant plus ou moins directement les mots d’ordre du parti sur la guerre. Mais durant la guerre d’Algérie, où l’envoi du contingent induit pourtant une proportion bien plus importante de communistes dans l’armée, aucune directive ayant trait au « travail de masse » n’est donnée aux soldats par la direction du PCF. Cette dernière, qui exclut du parti les déserteurs, hésite en outre durant plusieurs mois à apporter son soutien au premier de la quarantaine de soldats communistes dits « du refus », Alban Liechti, arrêté en juillet 1956. Le PCF s’adresse cependant aux soldats à travers son journal clandestin Soldat de France. Ce dernier, dont la diffusion et le contenu restent à étudier, s’oppose à l’envoi du contingent, dénonce la colonisation et les méthodes de l’armée française et appelle à l’ouverture de négociations.
Les positions du PCA sont en partie différentes. Durant la guerre d’Indochine, plusieurs de ses militants sont poursuivis pour avoir fait l’éloge de l’insoumission et de la désertion des soldats « musulmans ». Surtout, durant la guerre d’indépendance algérienne, le parti organise la désertion de militants qui ont le souhait et la possibilité de gagner le maquis, à l’image d’Henri Maillot, Abdelhamid Gherab et Georges Bensaïd. Toutefois, la direction du PCA n’appelle ni à la désertion ni à l’insoumission et invite la majorité de ses militants mobilisés à demeurer dans l’armée pour apprendre le maniement des armes, informer le parti et faire pénétrer sa propagande dans les casernes. Tout comme le PCF et à la différence du FLN, la direction du PCA estime en effet que le travail « collectif » et « patient » à l’intérieur de l’armée est « politiquement plus rentable » que l’insoumission, la désertion ou le refus d’obéissance, présentés comme des actes individuels qui livreraient leurs auteurs à la répression, les couperaient des autres soldats – dès lors abandonnés à la propagande « colonialiste » – et ne sauraient rencontrer de succès dans « l’opinion française ».
Adressés aux soldats métropolitains, français d’Algérie ou « musulmans » et parfois fictivement rédigés par des soldats à la première personne du pluriel, La Voix des soldats et les tracts édités par le réseau entre octobre 1955 et janvier 1957 ne se présentent pas comme des publications du PCA, mais développent un argumentaire très proche de celui de textes du PCA. Leur langage se rapproche aussi en partie de celui du PCF. D’une part, La Voix des soldats condamne l’envoi du contingent et appelle à une mobilisation pour la réduction du service militaire et pour un retour rapide dans les foyers. D’autre part, il vise à expliquer ce qu’est la domination coloniale et insiste particulièrement sur la figure des « gros colons ». Écrivant que c’est pour les privilèges de ces derniers que la guerre est menée, ses rédacteurs affirment que la guerre est contraire à « l’intérêt du peuple de France ». En relayant les témoignages de soldats français, La Voix des soldats compare en outre les actions répressives de l’armée française à la « barbarie hitlérienne » et affirme qu’elles sont « déshonorantes » pour l’armée comme pour le « peuple français », présenté comme fondamentalement « progressiste ». Enfin, le journal appelle à un cessez-le-feu et à des négociations ayant comme point de départ la « reconnaissance du fait national algérien ».
Toutefois, La Voix des soldats se distingue à plusieurs titres de la propagande du PCF. D’abord, par son soutien au FLN – dont des documents sont cités – et par sa légitimation de la lutte armée de ceux que le journal nomme les « patriotes algériens », qu’il compare aux résistants français et dont il affirme que les éventuelles exactions, si elles sont « injustifiables », sont « compréhensibles », car elles répondent à la « sauvagerie » des « colonialistes ». Le journal se félicite en outre de la désertion de soldats « musulmans » et affirme début 1956 qu’« avec l’ensemble de leur peuple, les 40 000 soldats algériens sont appelés à entrer dans la lutte pour la libération de leur pays ». Surtout, tout comme le FLN, ses rédacteurs enjoignent les soldats à désobéir aux ordres de répression, à condamner la torture, à fraterniser avec la population, à soutenir leurs camarades insoumis et déserteurs, voire à envisager la désertion.

### Le réseau face à la répression
En mars 1956, l’arrestation de Pierre Khalifa confirme aux autorités – qui le supposaient déjà – que La Voix des soldats émane du PCA clandestin, mais aucun autre membre du réseau n’est identifié avec certitude avant mars 1957. Fin novembre 1956, Lucien Hanoun est toutefois interné sur décision administrative à la suite d’une notice de renseignements émettant notamment l’hypothèse qu’il est le principal rédacteur du journal. À en croire les souvenirs du général Massu et du commandant Paul Aussaresses, le démantèlement du réseau devient une des priorités de l’armée à Alger fin 1956-début 1957. Revenant en 1971 sur la publication de ce « torchon clandestin », Jacques Massu écrit : « Depuis des mois, tous les services de police prévoient un pot monstre pour le jour où ils cravateront l’imprimerie clandestine de La Voix des soldats ». Il ajoute qu’après le démantèlement du réseau, un « message chaleureux de Paris [lui] précisa que son importance se situait sur le plan gouvernemental ». Cette « importance » s’explique sans doute par la certitude des autorités françaises qu’elles ont la possibilité de détruire, à travers ce réseau, l’essentiel de l’appareil clandestin du PCA, mais aussi par le sérieux accordé à toute « entreprise de démoralisation de l’armée ».
L’enchaînement d’événements qui conduit à l’arrestation d’une grande partie de la branche algéroise du réseau témoigne de la raréfaction des « planques » à Alger au début de l’année 1957, qui oblige des militants appartenant parfois à des organisations politiques différentes à faire s’interpénétrer des branches clandestines théoriquement cloisonnées. C’est en effet en traquant Raymonde Peschard, militante du PCA passée au FLN et soupçonnée à tort d’avoir remis à Fernand Iveton la bombe qui devait exploser dans son usine, que les « paras » portent les premiers coups au réseau. D’abord cachée par des réseaux chrétiens liés au FLN, Raymonde Peschard se réfugie dans la colocation de trois institutrices membres du réseau de La Voix des soldats, Colette Grégoire, Claudine Lacascade et Arlette Bourgel, qui hébergent deux autres membres du réseau eux aussi recherchés, André Beckouche et Roger Perlès. Du fait du double emploi de certains militants, les premières arrestations débouchent en outre sur celles de militants extérieurs à La Voix des soldats, à Alger comme à Blida.
Lorsque le démantèlement du réseau démarre en mars 1957, le PCA a déjà été lourdement touché par la répression. Les premières mesures administratives se sont abattues au printemps 1955, avant que la police et l’armée ne démantèlent plusieurs réseaux politiques et armés entre décembre 1955 et janvier 1957. Après l’arrestation d’une quarantaine de communistes d’Oran en septembre 1956 – à l’origine de la première grande affaire liée à la torture en France –, les militants qui en doutaient encore savent que, quels que soient leurs origines et leur sexe, ils risquent fortement d’être torturés en cas d’arrestation. Interrogée en 2007, Arlette Bourgel se souvenait avoir vu sa colocataire Claudine Lacascade, fils d’un résistant français exécuté sous l’Occupation, se brûler avec des cigarettes, ce qu’elle interprétait a posteriori comme un entraînement à supporter la torture. Dès leur arrivée en prison, les communistes séquestrés entre mars et juillet 1957 à la villa Sésini et à El Biar rédigent des plaintes contre leurs tortionnaires. Immédiatement relayées en France dans une brochure éditée par d’anciens condisciples de Lucien Hanoun, elles sont fortement publicisées en 1958 avec les publications de La Question d’Henri Alleg et de L’Affaire Audin de Pierre Vidal-Naquet. Désignant nommément leurs bourreaux, les militants y décrivent les supplices de l’eau et de l’électricité, les coups et les pendaisons, les attouchements sexuels, les humiliations verbales, les simulacres d’exécution et autres tortures psychologiques, parfois subis pendant plusieurs jours. Parmi les torturés, deux communistes sont faussement déclarés « évadés » par l’armée : le premier, Omar Djeghri, membre du réseau, est mort à la fin mars 1957 à l’intérieur de la villa Sésini en présence d’autres militants ; le second, Maurice Audin, non-membre du réseau, est mort entre les mains de ses tortionnaires à la fin juin 1957.
Début novembre 1958 a lieu devant le tribunal militaire d’Alger le procès de 26 membres supposés ou réels du réseau de La Voix des soldats d’Alger, inculpés d’atteinte à la sûreté extérieure de l’État, de reconstitution de ligue dissoute et d’entreprise de démoralisation de l’armée. Il est suivi, un an plus tard, par celui de 24 membres supposés ou réels du réseau de Blida, dont la participation à la diffusion de La Voix des soldats ne constitue qu’une partie des activités. Deux grands axes définissent les prises de parole de la grande majorité des inculpés : d’une part, la dénonciation des sévices subis, dont Lucien Hanoun écrit dans sa plainte qu’ils « [dépassent] les cruautés les plus sadiques de la Gestapo » et dont les prévenus et leurs avocats affirment qu’ils rendent nulles des déclarations « extorquées sous la torture », d’autre part, la revendication de leurs actes par les militants, qui ne cherchent que rarement à nier ou à minimiser leur engagement pour obtenir la clémence du tribunal. Clamant leur appartenance au réseau de La Voix des soldats, au PCA et, pour certains militants de Blida, au FLN, ils défendent lors des audiences la lutte d’indépendance et légitiment la lutte armée.
À l’issue du procès d’Alger, seuls neuf militants sont condamnés à de la prison ferme, les peines les plus lourdes étant celles d’André Moine (cinq ans) et de Lucien Hanoun (quatre ans). Cette clémence relative s’explique selon ce dernier par la solidarité de nombreux enseignants de France, manifestée par l’envoi au tribunal militaire d’une trentaine de lettres et télégrammes collectifs de soutien, à quoi s’ajoute certainement le retentissement des affaires Alleg et Audin. Les militants de Blida sont plus lourdement punis, Auguste Martinez et Aimé Sintes étant par exemple condamnés à dix ans de prison pour leur seul rôle dans la diffusion de propagande. Qu’ils aient été acquittés ou condamnés, la plupart des inculpés subissent en outre après leur sortie de prison une mesure administrative d’internement et/ou d’expulsion. Les personnes qui ont été emprisonnés ou internés ont témoigné de la fraternité les unissant à la base avec leurs codétenus du FLN, notamment dans les prisons de femmes, malgré des relations difficiles avec certains cadres du Front. Dans leur majorité, les membres du réseau choisiront de vivre en Algérie indépendante, où plusieurs d’entre eux obtiendront la nationalité algérienne qu’ils avaient revendiquée devant les tribunaux français[réf. nécessaire].

## Les différents combattants des CDL
Les CDL n'ont jamais compté énormément de membres mais ils avaient la particularité d'avoir dans leurs rangs autant d'autochtones que d'Européens.
Parmi les plus connus de ces combattants, on trouve : 
- Henri Maillot
- Fernand Iveton
- Maurice Laban
- Abdelkader Guerroudj
- Jacqueline Guerroudj
- Georges Acampora
- Yahia Briki
- Félix Colozzi
- Mohamed Hachelaf
- Raymonde Peschard
- Babou Abdelkader

Des personnalités communistes, telles que Gabrielle Gimenez, ont également participé à secourir les membres de ce maquis.